# Hochzeitsnacht im Paradies (film 1950)
Hochzeitsnacht im Paradies è un film del 1950 diretto da Géza von Bolváry, una delle versioni cinematografiche dell'operetta Hochzeitsnacht im Paradies, con musiche di Friedrich Schröder e libretto di Heinz Hentschke. Le coreografie sono firmate da Jens Keith.

## Produzione
Il film fu prodotto dalla Meteor-Film GmbH.

## Distribuzione
Distribuito dalla Herzog-Filmverleih, uscì nelle sale cinematografiche nel 1950. Venne presentato in prima a Essen il 24 ottobre 1950. Uscì anche in Finlandia il 18 luglio 1952 con il titolo Hääyö paratiisissa.